# Dienstleistungserbringungsart
In dem Allgemeinen Abkommen über den Handel mit Dienstleistungen (GATS) der Welthandelsorganisation werden vier Erbringungsarten von Dienstleistungen (Modes) unterschieden.

## Erbringungsarten
Beispiel für Österreich

### Grenzüberschreitende Erbringung
Mode 1: Grenzüberschreitende Erbringung: z. B. ORF-Sendung, die europaweit ausgestrahlt wird.

### Inanspruchnahme im Ausland
Mode 2: Inanspruchnahme im Ausland:
z. B. Ein Österreicher fährt zur Zahn-Behandlung nach Ungarn.

### Geschäftliche Anwesenheit (Niederlassung)
Mode 3: Geschäftliche Anwesenheit:
z. B. Um eine Dienstleistung anbieten zu können, ist eine Niederlassung erforderlich.

### Anwesenheit natürlicher Personen
Mode 4: Anwesenheit natürlicher Personen: z. B. Ein ägyptischer Arzt eröffnet eine Privatklinik in Österreich mit ägyptischen Personal.
Mode 3 und Mode 4 sind die durch Gats vorangetriebenen neuartigen Modes, der Mode 3 kann als eine Abwandlung das MAI gesehen werden, Mode 4 als Migrationsabkommen gesehen werden.

## Schema
Da es keine allgemein geteilte definitorische Abgrenzung zu Gütern gab, wurde im Rahmen der Verhandlungen zum GATS ein Schema entwickelt, das Dienstleistungen in 12 Sektoren unterteilt, die wiederum in rund 155 Subsektoren untergliedert sind und die auch von GATS betroffen sind. Jeder dieser Sektoren wird in jedem Mode als eigener Punkt verhandelt.
Unter das GATS fallen also volkswirtschaftliche Schlüsselbereiche und Querschnittsfunktionen (wie Finanz- oder Telekommunikationsdienstleistungen) und gesellschaftliche Basisdienstleistungen wie Bildung, Gesundheit und audiovisuelle Medien.

## Klassifikation von Dienstleistungen in GATS (Sektoren)

### 1. Unternehmerische und berufsbezogene Dienstleistungen
A. (Frei-) berufliche Dienstleistungen z. B. Tierärzte, Ärzte, Anwälte, Wirtschaftsprüfer, Steuerberater, Architekten, Ingenieure

B. EDV-Dienstleistungen

C. Forschung 

D. Grundstücks- und Immobilien-Dienstleistungen z. B. Makler, Instandhaltung

E. Miet-/Leasing ?Dienstleistungen ohne Personal z. B. bezogen auf Schiffe, Transportausrüstung, Maschinen

F. Andere gewerbliche Dienstleistungen z. B. Werbung, /Unternehmens-/Personalberatung, Reparaturen, Druckereien

### 2. Kommunikationsdienstleistungen
A. Postdienste

B. Kurierdienste

C. Telekommunikationsdienstleistungen z. B. Telefon, E-Mail, Datentransfer, Telex

D. Audiovisuelle Dienstleistungen z. B. Film-/Video-/Musikproduktion, Radio, Fernsehen

E. Andere

### 3. Bau- und Montagedienstleistungen
A. Allgemeine Bauausführung für Gebäude (Hochbau)

B. Allgemeine Bauausführung für Tiefbau

C. Installation und Montage-Arbeiten

D. Baufertigung

E. Andere

### 4. Vertriebsdienstleistungen
A. (Provisions-) Vertreter

B. Großhandel

C. Einzelhandel

D. Franchising

E. Andere

### 5. Bildungsdienstleistungen
A. Kindergarten/Grundschule

B. Schulbildung

C. Berufs-/Universitätsausbildung

D. Erwachsenen- und Weiterbildung

E. Andere Bildungseinrichtungen

### 6. Umweltdienstleistungen
A. Abwasserbeseitigung/Kanalisation

B. (Sperr-) Müllabfuhr

C. Sanitäre Einrichtungen/Hygiene

D. Andere

### 7. Finanzdienstleistungen
A. Alle Versicherungen und versicherungsbezogenen Dienstleistungen z. B. Lebens-, Unfall, Krankenversicherung, Rückversicherung, Versicherungsvertrieb/-vertreter

B. Bank- und Finanzdienstleistungen (außer Versicherungen) z. B. Einlagen/Kreditgeschäft, Geldhandel, Derivate, Investmentbanking, Fonds-/Anlagemanagement, Datenverarbeitung und Beratung für Finanzdienstleistungen

C. Andere

### 8. Medizinische und soziale Dienstleistungen (andere als freiberufliche Dienstleistungen)
A. Krankenhausdienstleistungen

B. Sonstige Gesundheitsdienstleistungen

C. Soziale Dienstleistungen

D. Andere

### 9. Tourismus und Reisedienstleistungen
A. Hotel und Restaurants (incl. Catering)

B. Reiseagenturen und Reiseveranstalter

C. Fremdenführer/Reisebegleitung

D. Andere

### 10. Erholung, Kultur und Sport (andere als audiovisuelle Dienstleistungen)
A. Unterhaltungsdienstleistungen (inkl. Theater, Live Bands und Zirkus)

B. Nachrichtenagenturen

C. Büchereien, Archive, Museen und sonstige kulturelle Dienstleistungen

D. Sport und andere Erholungsdienstleistungen

E. Andere

### 11. Transportdienstleistungen
A. Seeschifffahrt z. B. Fracht, Personen, Reparatur und Instandsetzung, Unterstützungsdienste für die Seeschifffahrt

B. Binnenschifffahrt

C. Lufttransport

D. Raumfahrt

E. Schienenverkehr

F. Straßenverkehr

G. Pipeline Transport

H. Hilfsdienste für Transportdienstleistungen z. B. Lagerung, Frachtumschlag, Vermittlungsagenturen

I. Andere Transportdienste